# Université KIMEP
L'université KIMEP (KIMEP) (en kazakh : ҚМЭБИ Университетi ; en russe : Университет КИМЭП)  est un établissement d'enseignement supérieur situé à Almaty au Kazakhstan.

## Composantes
L'université est constituée de 3 écoles:
- Collège d'affaires Bang (BCB),
- Collège de sciences sociales (CSS),
- École de droit.

et de 3 centres de ressources:
- Centre de langues,
- Executive Education Center (EEC),
- Bibliothèque Olivier Giscard d'Estaing.

## Galerie

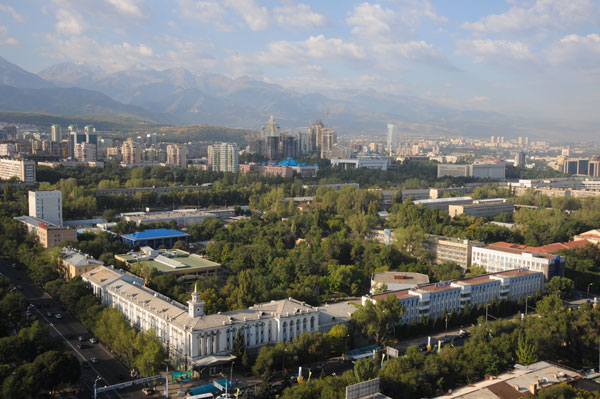
Vue du campus de KIMEP.
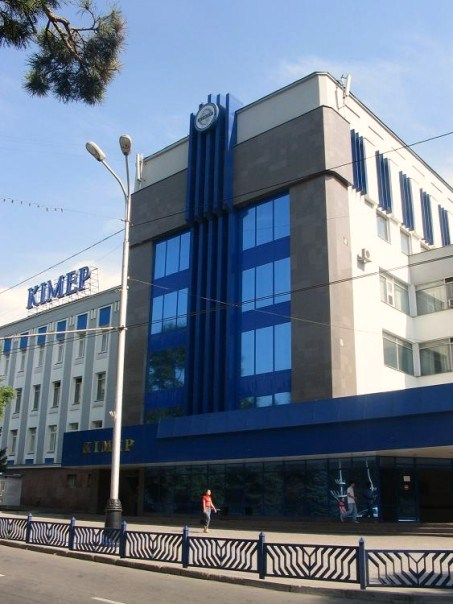
Bâtiment académique.

## Partenaires universitaires
KIMEP est partenaire de plus de 95 universités dont:
| Pays         | Université                                     |
| ------------ | ---------------------------------------------- |
| France       | IÉSEG School of Management                     |
| France       | Rennes School of Business                      |
| France       | EM Strasbourg Business School                  |
| Canada       | Université Laval                               |
| Allemagne    | University of Applied Sciences in Schmalkalden |
| Allemagne    | Université Humboldt de Berlin                  |
| Pologne      | Collegium Civitas                              |
| Espagne      | Universidad Internacional de Cataluña          |
| USA          | Dickinson State University                     |
| USA          | Université d'État de Dickinson                 |
| USA          | Université d'État du Sud-Est du Missouri       |
| USA          | Université d'État du Texas                     |
| USA          | Université du Nord du Colorado                 |
| USA          | Université de San Francisco                    |
| USA          | Université du Wyoming                          |
| USA          | Keuka College                                  |
| Hong Kong    | Université baptiste de Hong Kong               |
| Corée du Sud | Université des femmes Ewha                     |
| Corée du Sud | Université Hankuk des études étrangères        |
| Corée du Sud | Université Yonsei                              |
| Corée du Sud | Korea University Business School               |
| Corée du Sud | Université Kyung Hee                           |
| Corée du Sud | Pai Chai University                            |
| Corée du Sud | Université des langues étrangères de Busan     |
| Corée du Sud | Sookmyung Women’s University                   |
| Corée du Sud | Université Sungkyunkwan                        |
| Corée du Sud | Hallym International School                    |
| Taiwan       | Ching Yun University                           |
| Singapour    | Singapore Management University                |
| Tajikistan   | Université d'état Tadjike de commerce          |